# Rúben Neves
Rúben Diogo da Silva Neves (eu [nɛvʃ]; n. 13 martie 1997, Mozelos⁠(d), Districtul Aveiro, Portugalia) este un fotbalist portughez  care evoluează la Al Hilal și la echipa națională de fotbal a Portugaliei pe postul de mijlocaș.
Neves și-a început cariera la FC Porto și a debutat în prima echipă la vârsta de 17 ani. S-a alăturat echipei Wolverhampton Wanderers în 2017 pentru o sumă de transfer raportată de 15,8 milioane de lire sterline. A jucat în 253 de meciuri și a marcat 30 de goluri pentru echipa sa, câștigând EFL Championship în primul său sezon. În 2023, a semnat cu Al-Hilal pentru o sumă de 47 de milioane de lire sterline.
Neves a jucat în peste 60 de meciuri pentru loturile naționale de tineret ale Portugaliei. A debutat în prima reprezentativă a Portugaliei la vârsta de 18 ani, în 2015, și a făcut parte din loturile Portugaliei la UEFA Euro 2020, Campionatul Mondial de Fotbal 2022 și UEFA Euro 2024. De asemenea, a câștigat Liga Națiunilor UEFA în 2019 și 2025.